# 文蒂卡诺
文蒂卡诺（義大利語：Venticano），是意大利阿韦利诺省的一个市镇。总面积14平方公里，人口2618人，人口密度187.0人/平方公里（2009年）。ISTAT代码为064116。